# DN19C
De DN19C (Drum Național 19C of Nationale weg 19C) is een weg in Roemenië. Hij loopt van Valea lui Mihai naar de Hongaarse grens. De weg is 10 kilometer lang.